# Вітача
Вітача (Vitača; серб. кир.: Витача) — королева-консорт Боснії як перша дружина короля Боснії Стефана Остої.
Вітача вступила в шлюб з Остоєю, позашлюбним сином короля Боснії Твртко I, до його вступу на трон Боснії. Остоя був членом боснійської церкви, і Вітача, швидше за все, також належала до цієї церкви. Чи були у них діти, невідомо.
Вітача стала королевою, коли її чоловіка було обрано наступником Олени Груби в 1399 році. Вітача, однак, не була пов'язана із могутньою знаттю Боснії. Остоя був змушений залишити її, що було неважко зробити, оскільки боснійська церква дозволяла розлучення. Рагузани називали її відкинутою дружиною короля Боснії у вересні 1399 року; вони листувалися з колишньою королевою Вітачою деякий час після її розлучення.
Остоя одружився з Куявою Радінович і розлучився з нею через 16 років.